# Vasco da Gama
Don Vasco da Gama, spesso erroneamente citato nella forma spagnola «de Gama», conte di Vidigueira e viceré delle Indie Orientali (Sines, c. 1469 – Cochin, 24 dicembre 1524), è stato un esploratore portoghese, primo europeo a navigare direttamente fino in India doppiando Capo di Buona Speranza.
Il suo primo viaggio in India, intrapreso tra il 1497 e il 1499, fu il primo in cui si raggiunse l'Asia dall'Europa attraverso una rotta oceanica, collegando, quindi, via mare l'Occidente e l'Oriente. Ciò è ampiamente considerato una pietra miliare nella storia del mondo, in quanto segnò l'inizio di una fase di multiculturalismo globale basata sui viaggi per mare. La scoperta della rotta marittima verso l'India aprì dunque un'era di imperialismo globale permettendo, nel contempo, ai Portoghesi di stabilire un impero coloniale di lunga durata in Asia. La violenza e i sequestri compiuti da Vasco da Gama e dai suoi successori conferirono una cattiva fama ai Portoghesi tra i regni indigeni dell'India. Percorrere la rotta oceanica permise ai Portoghesi di evitare di navigare attraverso un Mediterraneo altamente conteso e la pericolosa penisola araba. La somma delle distanze percorse nei viaggi di andata e di ritorno ha reso questa spedizione il viaggio oceanico più lungo mai effettuato fino ad allora, molto più lungo di un viaggio completo intorno al mondo attraverso l'Equatore.
Dopo decenni di insuccessi costati moltissimi naufragi, da Gama sbarcò a Calicut il 20 maggio 1498. L'accesso alla rotta delle spezie indiane rafforzò l'economia dell'Impero portoghese, in precedenza incentrato sull'Africa settentrionale e costiera occidentale, mantenendo tale monopolio commerciale di queste merci per diversi decenni. Fu solo un secolo dopo che altre potenze europee furono in grado di sfidare tale supremazia sulla rotta del Capo.
Da Gama guidò due delle armate portoghesi dell'India, la prima e la quarta. Quest'ultima fu la più grande e partì per l'India quattro anni dopo il suo ritorno dalla prima spedizione. Per i suoi contributi, nel 1524 da Gama fu nominato governatore dell'India, con il titolo di viceré, e fu nobilitato come conte di Vidigueira nel 1519. Rimane una figura di spicco nella storia dell'esplorazione ricevendo omaggi in tutto il mondo. Il poema epico nazionale portoghese, Os Lusíadas, venne scritto in suo onore da Luís de Camões.

## Biografia

### Nascita e gioventù
Vasco da Gama nacque a Sines attorno al 1469 da Estêvão da Gama e Isabel Sodré.
Estêvão da Gama serviva in quegli anni come cavaliere presso la casa dell'Infante Ferdinando e scalava le gerarchie dell'Ordine di San Giacomo della Spada. I suoi meriti gli valsero il titolo di governatore (alcaide-mór) di Sines, carica che detenne sino al 1478, e poi il compito di riscuotere le tasse per conto dell'ordine dalla locale commenda.

La moglie di Estêvão, Isabel Sodré, apparteneva ad una famiglia ben collegata d'origine inglese che si dice discendesse da Frederick Sudley del Gloucestershire, giunto con Edmondo Plantageneto, I duca di York in Portogallo nel 1381 e successivamente stabilitovisi. Fatto curioso, i fratelli minori di Isabel, Vicente e Brás Sodré, aderirono all'Ordine del Cristo patrocinato dall'Infante Diogo di Viseu, rivale dell'Ordine di San Giacomo.

Vasco da Gama era il terzo di cinque figli di Estêvão da Gama e Isabel Sodré - in (probabile) ordine di età: Paulo da Gama, João Sodré, Vasco da Gama, Pedro da Gama e Aires da Gama. Vasco aveva anche una sorella conosciuta, Teresa da Gama (che sposò Lopo Mendes de Vasconcelos).
Poco si sa dei primi anni di vita di da Gama. Lo storico portoghese Teixeira de Aragão ipotizza abbia studiato matematica e navigazione a Évora, nell'entroterra. È stato affermato che abbia studiato sotto il celebre astrologo ed astronomo Abraham Zacuto, figura fondamentale nello sviluppo della scienza nautica portoghese del tempo, ma il biografo di Gama, Subrahmanyam, mette in dubbio tale assunto. Come suo padre, Vasco aderì all'Ordine di San Giacomo della Spada (ca. 1480), scelta quanto mai felice dato che nel 1481 il gran maestro dell'ordine, l'Infante Giovanni, salì al trono come Giovanni II del Portogallo (regno 1481-1495), influendo di conseguenza sulle fortune dei suoi seguaci.
Nel 1492, re Giovanni inviò Vasco da Gama in missione nel porto di Setúbal e in Algarve per sequestrare delle navi francesi come rappresaglia per le depredazioni in tempo di pace contro le navi portoghesi. Vasco da Gama svolse rapidamente ed efficacemente tale missione.

### Antefatto: le esplorazioni portoghesi prima di Vasco da Gama
Nella prima metà del XV secolo, le spedizioni portoghesi organizzate dall'Infante Enrico il Navigatore avevano raggiunto la costa africana alla ricerca delle ricchezze dell'Africa occidentale, oro e schiavi. Avevano notevolmente ampliato la conoscenza marittima lusitana ottenendo però scarsi profitti che giustificassero i loro sforzi. Morto Enrico il Navigatore nel 1460, la corona portoghese mostrò scarso interesse a continuare questo sforzo e, nel 1469, concesse in licenza l'impresa africana trascurata a un consorzio mercantile privato di Lisbona guidato da Fernão Gomes. Nel giro di pochi anni, i capitani di Gomes ampliarono le rotte portoghesi attraversando il Golfo di Guinea e facendo affari con polvere d'oro, pepe melegueta, avorio e schiavi subsahariani. Quando la licenza di Gomes venne rinnovata (1474), l'Infante Giovanni (futuro re Giovanni II), avendo fiutato l'affare, chiese a suo padre Alfonso V del Portogallo di passare a lui la concessione africana anziché al mercante.
Dopo essere diventato re nel 1481, Giovanni II del Portogallo avviò molte lunghe riforme. Per spezzare la dipendenza del monarca dalla nobiltà feudale, aveva bisogno di creare un solido tesoro reale e risolse di farlo tramite il "commercio reale". Sotto la sorveglianza di Giovanni II, la tratta dell'oro e degli schiavi nell'Africa occidentale fu notevolmente ampliata. Il re era ansioso di entrare nel redditizio commercio delle spezie (fondamentalmente pepe, noce moscata e chiodi di garofano) tra Europa e Asia, allora condotto principalmente via terra e monopolizzato dalla Repubblica di Venezia che dai porti levantini ed egiziani gestiva le spezie giunte via terra o via Mar Rosso dai mercati dell'India, oltre che un articolato sistema d'intermediari arabi, persiani e turchi. Giovanni II fissò un nuovo obiettivo per i suoi capitani: trovare una rotta marittima verso l'Asia navigando intorno al continente africano.
Quando Vasco da Gama aveva vent'anni, i piani del re stavano arrivando a buon fine. Nel 1487, Giovanni II inviò due spie, Pero da Covilhã e Afonso de Paiva, via terra attraverso l'Egitto verso l'Africa orientale e l'India, per esplorare i dettagli dei mercati delle spezie e delle rotte commerciali. La svolta arrivò subito dopo, quando il capitano di Giovanni II, Bartolomeo Diaz, tornò dal giro del Capo di Buona Speranza nel 1488, dopo aver esplorato fino al Rio do Infante (attuale Fish River) in Sudafrica, e aver verificato che la costa inesplorata si estendeva lontano a nord-est.
Era necessario un esploratore che collegasse tra le scoperte marittime di Diaz e quelle logistico/geografiche di Covilhã e Paiva per creare una rotta commerciale potenzialmente redditizia attraverso l'Oceano Indiano.
Questo compito fu inizialmente affidato a Estêvão da Gama, il padre di Vasco, ma questi morì prima di poter affrontare il viaggio. Nonostante il figlio avesse allora meno di trent'anni, i servigi resi al nuovo re del Portogallo, Manuele I (regno 1495-1521), lungo la Costa d'Oro sembrano averlo qualificato adeguatamente da farlo incaricare della missione, al posto del più anziano Bartolomeo Diaz.

### Primo viaggio in India

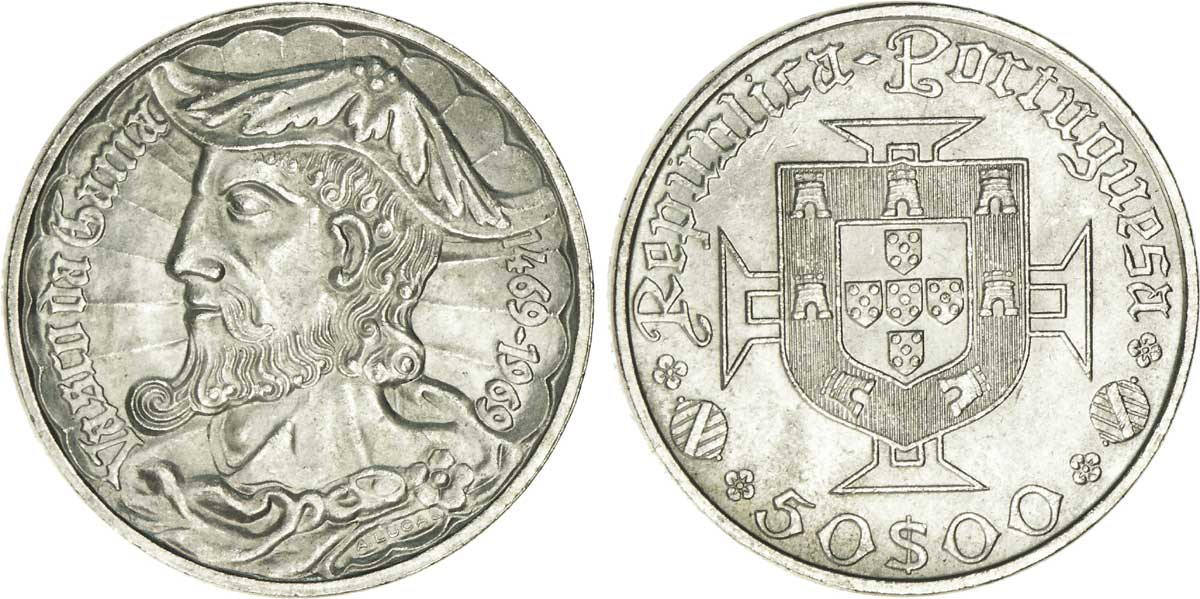
Vasco da Gama

Vasco lasciò Lisbona l'8 luglio 1497 sulla sua ammiraglia, la nave São Gabriel (120 t), accompagnata dalla São Rafael (100 t) sotto il comando del fratello Paulo da Gama e dalla “Bérrio”, sotto il comando di Nicolau Coelho, più una nave da carico e un equipaggio di 150 uomini.
Fu il primo capitano nella storia a scegliere di distaccarsi decisamente dalla costa per poter sfruttare venti migliori, utilizzando la tecnica della volta do mar messa a punto dai navigatori portoghesi. Si inoltrò nell'Atlantico occidentale, tra l'altro senza trovare le zone più adatte alla navigazione a vela. Accompagnato da Bartolomeo Diaz fino al Capo di Buona Speranza proseguì da solo, doppiandolo a novembre. A Natale passò come primo europeo le coste del Natal, da lui così chiamato per la concomitante data. Il 7 aprile 1498 raggiunse Mombasa, i cui commercianti arabi tentarono di sabotare il suo viaggio. Da lì Vasco da Gama riuscì ad arrivare a Malindi, allora in feroce concorrenza con Mombasa. Il sultano di Malindi accolse i nemici dei suoi nemici a braccia aperte e gli mise a disposizione un famosissimo esperto navigatore - lo yemenita Aḥmad b. Mājid al-Najdī - che lo aiutò con grande perizia per condurlo senza problemi fino all'attuale stato del Kerala, in India.
Il 20 maggio 1498 sbarcò a Calicut (nome della città di Kozhikode) nel Malabar, sulla costa sud-occidentale del subcontinente indiano. Per la prima volta una nave europea era approdata in India.
Seguirono difficili negoziati con lo Zamorin (principe), continuamente avversati dai mercanti arabi residenti, per arrivare alla conclusione di un trattato commerciale. Dopo mesi di sforzi diplomatici Vasco da Gama ottenne una concessione e ripartì l'8 ottobre, lasciandosi dietro alcuni dei suoi uomini con l'incarico di stabilire un insediamento commerciale.
Al suo ritorno a Lisbona, il 9 settembre 1499, venne accolto trionfalmente come l'uomo che aveva portato a compimento un progetto iniziato ottant'anni prima, e insignito del titolo di "Ammiraglio dell'Oceano Indiano".

### Ricompense
La seconda missione per l'India (1500) fu guidata da Pedro Álvares Cabral che in quest'occasione avrebbe "incidentalmente" scoperto il Brasile. Giunto in India, Cabral scoprì che gli uomini di Vasco da Gama lasciati a Calicut erano stati assassinati e bombardò la città per ritorsione.

### Secondo viaggio in India
Il comando della nuova spedizione fu offerto a Cabral, ma varie fazioni della corte portoghese e della Casa da Índia s'opposero, sul presupposto che era stata proprio "l'incompetenza" di Cabral a creare l'infelice situazione. Tuttavia Cabral aveva sostenitori politici che non potevano essere ignorati. Il re tentò di scendere a compromessi, offrendo a Cabral la carica di capitano maggiore (capitão-mor) della spedizione, con comando ridotto, poiché almeno uno squadrone sarebbe stato posto sotto il comando separato di Vicente Sodré, zio di Vasco da Gama e principale avversario di Cabral. Trovando questa condizione un affronto inaccettabile, Cabral si ritirò in segno di stizza e Manuele I nominò immediatamente Vasco da Gama quale ammiraglio.
Gli intrighi dietro alla nomina sono stati variamente raccontati. Secondo alcuni resoconti, l'offerta iniziale a Cabral fu un pro forma per placare la sua fazione, piuttosto che un'offerta sincera. In altre parole, il re non avrebbe mai avuto intenzione di lasciare che Cabral guidasse la spedizione e le condizioni onerose furono introdotte sapendo che Cabral, ben noto per il suo puntiglio su questioni d'onore, le avrebbe trovate inaccettabili. Il fatto che queste condizioni siano state rivelate solo all'ultimo minuto, poco prima della partenza della flotta, dà credito alla teoria che il monarca non volesse dare a Cabral il tempo di riconsiderare l'offerta o permettergli d'opporsi alla rapida nomina di Vasco da Gama. Il cronista Gaspar Correia racconta una storia leggermente diversa: non menziona il comando di Sodré, ma piuttosto che il re convocò Vasco da Gama tre giorni prima della data prevista per la partenza e espresse la sua "delusione e sfiducia" nei confronti della "dubbia fortuna" di Cabral in mare, ma che avendogli fatto una promessa non poteva infrangerla. Vasco da Gama produsse allora una lettera reale dello stesso Manuel del 1500 (reiterata nell'ottobre 1501) in cui prometteva a Vasco da Gama un ruolo determinante in qualsiasi futura spedizione in India, sulla base della quale chiese per sé il comando della spedizione. Il re fu così preso tra due fuochi e, sentendo del suo dilemma, Cabral si ritirò volontariamente per consentirgli di onorare la lettera di Vasco da Gama. I cronisti del XVI secolo sembrano concordare sul fatto che re Manuel I volesse privare Cabral del comando e che la nomina di Sodré e/o la lettera di Vasco da Gama fossero solo un suo stratagemma per sottrarsi alla nomina di Cabral. Alcuni autori successivi hanno però interpretato i resoconti in modo diverso, definendo il re come completamente favorevole a Cabral, ma costretto a cedere alle macchinazioni della famiglia Gama-Sodré.
Poco prima della sua partenza, in una solenne cerimonia nella cattedrale di Lisbona il 30 gennaio 1502, Manuel I conferì a Vasco da Gama il titolo appena creato di Almirante dos mares de Arabia, Persia, India e de todo o Oriente (it. "Ammiraglio dei mari d'Arabia, Persia, India e di tutto l'Oriente"), un titolo esagerato che ricorda l'ornato titolo castigliano portato da Cristoforo Colombo. Evidentemente, Manuel aveva considerato che, avendo la Castiglia un "Ammiraglio dei mari", il Portogallo non poteva essere da meno!
Vasco da Gama partì al comando di una flotta composta da 21 navi da guerra. Istituì guarnigioni lungo la costa dell'Africa orientale, agì da filibustiere contro diverse navi arabe e infine sconfisse la flotta di Calicut. Da vincitore, impose un trattato di pace che assicurò al Portogallo il monopolio sul commercio di spezie tra le Indie e l'Europa. Questa missione di guerra pose le basi per l'egemonia della flotta portoghese nell'Oceano Indiano.
In questa occasione, Vasco da Gama, nel competere coi locali mercanti, perpetrò atti di estrema crudeltà ai danni degli abitanti dei luoghi da lui toccati, guadagnandosi una penosa notorietà in India. Durante il suo viaggio alla volta di Calicut, da Vasco da Gama intercettò una nave carica di pellegrini musulmani a Madayi, che si spostava da Calicut a La Mecca. Testimoni oculari del misfatto, Thomé Lopes e Gaspar Correia, parlano di 400 vittime maschili e di 50 donne che li accompagnavano, oltre a un ambasciatore egiziano, tutti trucidati, malgrado costoro avessero promesso somme cospicue per il loro rilascio. Vasco da Gama guardò la scena attraverso l'oblò e vide le donne che portavano oro e gioielli e sollevavano i loro bambini per chiedere pietà.
Al ritorno in patria venne insignito dell'Ordine Supremo del Cristo. Nominato Conte di Vidiguera, ricevette dei terreni prima appartenuti al casato dei Braganza. Vasco da Gama vi si ritirò e vi rimase a lungo.

### Interludio
Per i successivi due decenni, Vasco da Gama visse una vita tranquilla, sgradito alla corte reale e messo da parte dagli affari indiani. I suoi tentativi di tornare nel favore di re Manuel, compreso il passaggio all'Ordine del Cristo nel 1507, non sortirono effetto. Francisco de Almeida, Alfonso de Albuquerque e, in seguito, Albergaria e Sequeira erano gli uomini preferiti dal re per l'India.
Quando Ferdinando Magellano disertò in favore della Corona di Castiglia nel 1518, Vasco da Gama minacciò di fare lo stesso, spingendo il re a intraprendere misure per trattenerlo in Portogallo ed evitare l'imbarazzo di perdere il proprio Almirante dos mares de Arabia, Persia, India e de todo o Oriente in favore degli spagnoli. Nel 1519, dopo aver ignorato per anni le petizioni del vecchio esploratore, Manuel I s'affrettò finalmente a dare a Vasco da Gama un titolo feudale, nominandolo primo conte di Vidigueira, titolo comitale creato da un regio decreto emesso ad hoc a Évora il 29 dicembre, dopo un complicato accordo con Dom Jaime, duca di Braganza, che cedette dietro compenso le città di Vidigueira e Vila dos Frades. Il decreto concedeva a Vasco da Gama e ai suoi eredi tutte le entrate e i privilegi relativi, facendo di Gama come il primo conte portoghese non nato di sangue reale.

### Terzo viaggio in India e morte
Dopo la morte di re Manuel I alla fine del 1521, suo figlio e successore, Giovanni III del Portogallo, iniziò a rivedere le dinamiche del governo portoghese all'estero. Allontanandosi dalla vecchia cricca di Albuquerque (ora rappresentata da Diogo Lopes de Sequeira), Giovanni III cercò un nuovo inizio. Vasco da Gama riemerse allora dal suo esilio politico quale importante consigliere per le nomine e la strategia del nuovo re.
Vasco da Gama venne richiamato in servizio nel 1524 per tornare in India da Viceré, ma, poco dopo il suo arrivo, morì di malaria nella città di Cochin. Nel 1539 le sue spoglie vennero riportate in Portogallo.

### Lascito
Vasco da Gama sopravvive nella cultura popolare e nelle disparate celebrazioni nazionali, la più importante delle quali è senza dubbio la sagra del Bartolomio, che ricorre il 9 settembre di ogni anno a Lisbona (dove gli è dedicato il Jardim Vasco da Gama), data che sancisce la conclusione della sua prima importante missione in India.
Il poema nazionale del Portogallo, I Lusiadi di Luís Vaz de Camões, tratta principalmente del primo viaggio in India di Vasco da Gama.

## Monumenti e luoghi dedicati

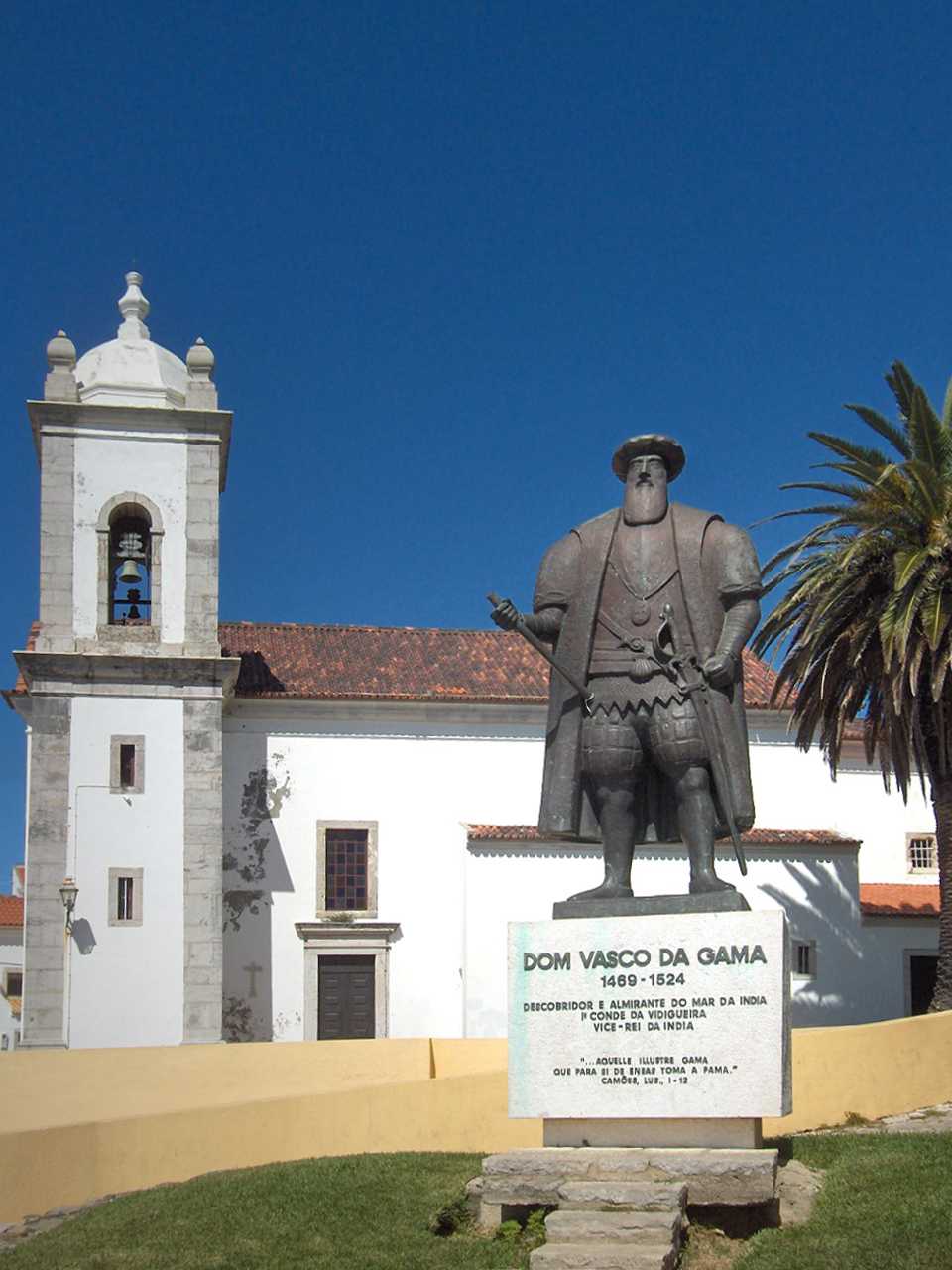
La statua in bronzo di Vasco da Gama a Sines.

- La sua tomba nella chiesa dei Geronimiti a Lisbona.
- Il suo cenotafio al Pantheon nazionale di Lisbona.
- Statua a Sines, suo paese natale.
- Monumento a Malindi.
- Ponte Vasco da Gama sul fiume Tago a Lisbona.
- Torre Vasco da Gama a Lisbona.
- Jardim Vasco da Gama, a Lisbona.
- Tomba con reliquie di Vasco da Gama nella chiesa di Nostra Signora de Belém a Lisbona.

## Discendenza
Vasco da Gama e sua moglie, Catarina de Ataíde, ebbero sei figli e una figlia:
1. Dom Francisco da Gama, che ereditò i titoli di suo padre come 2º conte di Vidigueira e 2° "Ammiraglio dei mari dell'India, dell'Arabia e della Persia". Rimase in Portogallo.
2. Dom Estevão da Gama, dopo il suo mandato fallito nel 1524 come capitano di pattuglia indiana, fu nominato per un mandato di tre anni capitano di Malacca, servendo dal 1534 al 1539 (include gli ultimi due anni del mandato di suo fratello minore Paulo). Successivamente fu nominato 11º Governatore dell'India dal 1540 al 1542.
3. Dom Paulo da Gama (che ha lo stesso nome di suo zio Paulo), capitano di Malacca dal 1533 al 1534, ucciso in un'azione navale al largo di Malacca.
4. Dom Cristovão da Gama, capitano di Malacca dal 1538 al 1540; nominato per succedere a Malacca, fu giustiziato da Aḥmad Grāñ b. Ibrāhīm durante la guerra etiope-Adal nel 1542.
5. Dom Pedro da Silva da Gama, nominato capitano di Malacca dal 1548 al 1552.
6. Dom Álvaro d'Ataide da Gama, nominato capitano della flotta di Malacca negli anni Quaranta del Cinquecento, capitano della stessa Malacca dal 1552 al 1554.
7. Dona Isabel d'Ataide da Gama, unica figlia, sposò Ignacio de Noronha, figlio del primo conte di Linhares.

La sua discendenza in linea maschile si estinse nel 1747, sebbene il titolo continuasse attraverso la linea femminile.

### Esplicative
1. ↑  Subrahmanyam 1997, p. 177 nota che Cabral era un membro del Ordine del Cristo fondato da re Manuele I, mentre Vasco da Gama era membro del rivale Ordine di San Giacomo della Spada. Si è tentati di leggere nella lite Gama-Cabral una lite tra i due ordini, con Cabral come "candidato" dell'Ordine di Cristo e Gama di Santiago. Ciò aveva un fondo di verità per la nomina di Cabral alla Seconda Armada, ma non sussiste per la Quarta Armada poiché la principale opposizione alla nuova nomina di Cabral venne dallo zio di Gama, Vicente Sodré, una figura di spicco dell'Ordine di Cristo, alcalde della loro casa spirituale, la cittadella di Tomar.
2. ↑  "El Rey tinha desgosto e disconfianca da duvidosa fortuna de Pedralvarez Cabral" Correia, p. 267 ma il provvidenziale intervento della regina rammentò a Manuel che Vasco da Gama sembrava non risentire di alcun problema di fortuna.
3. ↑  Correia, pp. 267-268 riporta che Vasco da Gama percepì il fato della feitoria di Calicut come un fallimento poiché, nella sua spedizione del 1497–1499, aveva lasciato impunite le offese dello Zamorin, incoraggiandola ad un malcostume ancor più grande contro Cabral. Intese quindi la punizione dello Zamorin come un suo preciso dovere.
4. ↑  Correia, p. 267 è esplicito nell'indicare la speranza di Manuel che Vasco da Gama invocasse la lettera: "El Rey dissimulou o muyto prazer do seu coracao". Castanheda, p. 130 si limita a riportare che Cabral fu privato del comando per giuste ragioni ("algũs justos respeitos").

### Bibliografiche
1. 1 2  (EN) Vasco da Gama | Biography, Achievements, Route, Map, Significance, & Facts, su Enciclopedia Britannica. URL consultato il 3 ottobre 2021.
2. ↑  (EN) Nigel C, Holy War: How Vasco da Gama's Epic Voyages Turned the Tide in a Centuries-Old Clash of Civilizations, Harper, 2011.
3. ↑  (EN) Narayanan MGS, Calicut: The City of Truth, Calicut University Publications, 2006.
4. ↑  Diffie 1977, p. 176.
5. ↑  (EN) Ames GJ, The Globe Encompassed: The Age of European Discovery, 1500–1700, Prentice Hall, 2007,  p. 27, ISBN 978-0-13-193388-0.
6. 1 2  Subrahmanyam 1997, p. 61.
7. ↑  (PT) Vicente Sodré, o 1º Capitão-mor do Mar da Índia (1465? - 1503), su sodre.blogs.sapo.pt.
8. ↑  Subrahmanyam 1997, p. 62.
9. ↑  Subrahmanyam 1997, pp. 60-61.
10. ↑  Subrahmanyam 1997, p. 63.
11. ↑  (EN) Oliveira Marques AHR de, History of Portugal, Columbia University Press, 1972,  pp. 158–160 e 362–370, ISBN 0-231-03159-9.
12. ↑  (EN) Parry JH, Age of Reconnaissance, University of California Press, 1981,  pp. 132-135.
13. 1 2  (EN) Scammell GV, The World Encompassed, University of California Press, 1981,  p. 232, ISBN 9780520044227.
14. ↑  Secondo i resoconti, Vasco da Gama fece ubriacare lo yemenita perché gli svelasse, senza infingimenti, la rotta opportuna. Cfr. G. Ferrand, Instructions nautiques et routiers arabes et portugais des XVe et XVIe siècles, I, Parigi, 1921-3.
15. 1 2 3  Subrahmanyam 1997, p. 191.
16. ↑  Barros, p. 22.
17. ↑  Correia, p. 268.
18. ↑  e.g. Sanches de Baena 1897, pp. 46ff.
19. ↑  Barros, p. 24.
20. ↑  M. G. S. Narayanan, Calicut: The City of Truth, Calicut University Publications, 2006.
21. ↑  A. Sreedhara Menon. A Survey of Kerala History, D. C. Books Kottayam, 1967.
22. ↑  O. K. Nambiar, The Kunjalis – Admirals of Calicut, Bombay, 1963.
23. ↑  Subrahmaynam 1997, p. 278.
24. ↑  A quel tempo, in Portogallo c'erano solo dodici conti, un conte-vescovo, due marchesi e due duchi - Subrahmaynam 1997, p. 281.
25. ↑   Stefano Ardito, Le esplorazioni e le avventure che hanno cambiato la storia, Newton Compton, 2018.

### Fonti
- (PT) Duarte Barbosa, O Livro de Duarte Barbosa, traduzione di Dames ML, rist., Nuova Delhi, Asian Education Services, 2005  [1518].
- (PT) João de Barros, Décadas da Ásia: Dos feitos, que os Portuguezes fizeram no descubrimento, e conquista, dos mares, e terras do Oriente, 1552-1559.
- (PT) Diogo do Couto, Décadas da Ásia: Dos feitos, que os Portuguezes fizeram no descubrimento, e conquista, dos mares, e terras do Oriente, 1602-1645.
- (PT) Manuel de Faria e Sousa, Ásia portuguesa, 1. História da Índia, desde o seu descobrimento até o ano de 1538, Lisbona, Henrique Valente de Oliveira, 1666.
- (PT) Fernão Lopes de Castanheda, História do descobrimento e conquista da Índia pelos portugueses, 1833  [1551-1560].
- (PT) Gaspar Correia, Lendas da Índia, Lisbona, Academia Real das Sciencias, 1858-64  [1550].

### Studi
- (EN) Ames GJ, Vasco da Gama: Renaissance Crusader, Longman, 2004, ISBN 978-0-321-09282-3.
- (PT) Aragão ACT de, D. Vasco da Gama e a Villa da Vidigueira, Lisbona, Typographia Universal, 1871.
- (PT) Aragão ACT de, Vasco da Gama e a Vidigueira: Estudo historico, Lisbona, Imprensa Nacional.
- (EN) Subrahmanyam S, The career and legend of Vasco da Gama, Cambridge University Press, 1997.
- (EN) Towle GM, Vasco da Gama, his voyages and adventures, Boston, Lothrop, Lee & Shepard, c. 1878.